# Polyerata amabilis
El colibrí pechiazul, amazilia pechiazul, amazilia amable o diamante de collar azul (Polyerata amabilis), es una especie de ave de la familia Trochilidae, que se encuentra en Ecuador, Colombia, Panamá, Costa Rica y  Nicaragua.

## Hábitat
Vive en los bordes de bosque húmedo, bosques secundarios y áreas arboladas o de arbustos, hasta los 1000 m de altitud.

## Descripción
Mide 8,5 a 8,9 cm de longitud y pesa en promedio 4,2 g. El pico mide 18 mm de largo y es negro, con la base de la mandíbula rosada. 
Presenta dimorfismo sexual. En el macho la corona y la región malar son de verde muy brillante y el dorso verde bronceado. La parte superior de la garganta es verde oscuro y la inferior y el pecho presentan un parche brillante de color azul violáceo. El vientre es verde negruzco cambiando hasta marrón grisáceo en la parte inferior. En la cola, las timoneras centrales son de color bronce purpúreo y las timoneras laterales negro azulado con gris oscuro leve en las puntas.
En la hembra tanto la corona como la cara son de color verde bronceado. Tienen apariencia pecosa por debajo: la garganta y el pecho son blanco opaco, con abundantes salpicaduras verdes en la región arriba y azule brillantes en el pecho; la cola es marrón negruzco con las puntas grises de las timoneras laterales mejor definidas. Las patas de ambos géneros son fuscas.

## Alimentación
Se alimenta principalmente de néctar de las flores de árboles, arbustos y herbáceas. También consume hormigas.

## Reproducción
Se reproduce entre febrero y mayo. El nido es construido a aproximadamente 2 m de altura en la rama horizontal de algún árbol bajo del borde del bosque. Tiene forma de taza, formada con pelusa vegetal, fibras de cortezas y a veces rizomas de hongo, y parece decorado, con hebras de liquen y musgo.